# 希爾鎮區 (阿肯色州普拉斯基縣)
希爾鎮區（英語：Hill Township）是位於美國阿肯色州普拉斯基縣的一個行政鎮區。

## 地方資料
希爾鎮區的面積為967.37平方千米，當中陸地面積為921.39平方千米，而水域面積為45.98平方千米。根據2010年美國人口普查的數據，當地共有人口162764人，而人口密度為每平方千米168.25人。